# Hildoceras
Hildoceras es un género extinto de cefalópodos ammoníticos de la familia Hildoceratidae. Fue descrito por Alpheus Hyatt en 1876.

## Especies
- Hildoceras ameuri Rulleau, Elmi y Thevenard, 2001
- Hildoceras apertum Gabilly, 1976
- Hildoceras bifrons (Bruguière, 1789)
- Hildoceras caterinii Merla, 1932
- Hildoceras crassum Mitzopoulos, 1930
- Hildoceras lusitanicum Meister, 1913
- Hildoceras semipolitum Buckman, 1902
- Hildoceras snoussi Elmi, 1977
- Hildoceras sublevisoni Fucini, 1919
- Hildoceras tethysi Géczy, 1967